# Ja, vi elsker dette landet
Ja, vi elsker dette landet pronunciaciónⓘ (traducción aproximada al español: Sí, amamos este país) es el himno nacional de Noruega.
La música fue compuesta por Rikard Nordraak en 1864, y la letra es obra de Bjørnstjerne Bjørnson, quien la escribió en 1870.

## Letra ennoruego
1.
Ja, vi elsker dette landet, 
 
som det stiger frem, 
 
furet, værbitt over vannet, 

med de tusen hjem. 

Elsker, elsker det og tenker 

På vår far og mor 

Og den saganatt som senker 

Drømme på vår jord. 

Og den saganatt som senker, 

Senker drømme på vår jord. 
 
2.

Dette landet Harald berget
 
med sin kjemperad, 
 
dette landet Håkon verget 

medens Øyvind kvad; 

Olav på det landet malte 

korset med sitt blod, 

fra dets høye Sverre talte 

Roma midt imot. 

3.

Bønder sine økser brynte 

hvor en hær dro frem, 

Tordenskiold langs kysten lynte,
 
så det lystes hjem. 

Kvinner selv stod opp og strede
 
som de vare menn; 

andre kunne bare grede,
 
men de kom igjen!

4.

Visstnok var vi ikke mange,

men vi strakk dog til, 

da vi prøvdes noen gange, 

og det stod på spill; 

ti vi heller landet brente

enn det kom til fall; 

husker bare hva som hendte 

ned på Fredrikshald!

5.

Hårde tider har vi døyet,
 
ble til sist forstøtt; 

men i verste nød blåøyet 

frihet ble oss født. 

Det gav faderkraft å bære 

hungersnød og krig, 

det gav døden selv sin ære -
 
og det gav forlik.

6.

Fienden sitt våpen kastet,
 
opp visiret for, 

vi med undren mot ham hastet,
 
ti han var vår bror. 

Drevne frem på stand av skammen
 
gikk vi søderpå; 

nu vi står tre brødre sammen,
 
og skal sådan stå! 

7.

Norske mann i hus og hytte, 
 
takk din store Gud! 

Landet ville han beskytte, 

skjønt det mørkt så ut. 

Alt hva fedrene har kjempet, 

mødrene har grett, 

har den Herre stille lempet 

så vi vant vår rett. 

8.

Ja, vi elsker dette landet, 

som det stiger frem, 

furet, værbitt over vannet, 

med de tusen hjem. 

Og som fedres kamp har hevet 

det av nød og seir, 

også vi, når det blir krevet, 

for dets fred slår leir. 

## Traducción literal aproximada al español
1.

Sí, amamos este país
 
que poco a poco se yergue
 
escabroso, combatido por el mar,
 
con sus miles de hogares.
 
Lo amo, lo amo y pienso
 
en nuestro padre y madre
 
y en la noche que según la saga trae
 
sueños a nuestra tierra.

2.

Este país que Harald  unió
 
con su ejército de héroes,
 
que Håkon protegió
 
y que Øyvind cantó,
 
Este país donde Olaf pintó
 
con sangre la cruz
 
y que Sverre lanzó desde lo alto
 
contra Roma.

 
3.

Los campesinos blandieron sus hachas
 
contra enemigos ejércitos,
 
Tordenskjold liberó las costas
 
para que pudiéramos volver a nuestros hogares.
 
Incluso las mujeres resistieron y lucharon
 
como si fueran hombres;
 
otros solo podían llorar,
 
¡pero eso se acabó pronto!

4.

Claro, no éramos muchos,
 
aunque sí los suficientes,
 
y a veces, cuando pasamos por trances difíciles,
 
y todo estaba en juego,
 
preferimos quemar nuestras tierras
 
a darnos por vencidos:

¡solo recuerda lo ocurrido

allí, en Fredrikshald!

5.Los tiempos duros que enfrentamos

fueron al final superados,

pues en el trance de la peor angustia

la libertad de ojos zarcos nos hizo renacer,

dio fuerza a nuestros padres para sobrellevar

el hambre y la guerra,

dio muerte a su propio honor

y le facilitó la reconciliación.

6.

El enemigo tiró su arma,

y alzó su visera

con asombro le intimamos,

pues era nuestro hermano,

impelidos por la vergüenza

nos dirigimos hacia el sur:

¡y ahora somos tres hermanos juntos,

y así permaneceremos!

7.

Hombre noruego, en la casa o la cabaña

¡da gracias a Dios todopoderoso

por el país que querías proteger:

aunque se veían oscuras

cuantas batallas libraron nuestros padres,

y aunque lloraron las madres

que el Señor alivió,

así ganamos nuestra ley!

8.

Sí, amamos este país

a medida que avanza,

escabroso, erguido sobre el mar,

con sus miles de hogares.

Y, así como la lucha de nuestros padres fue precisa,

con sufrimiento o con victoria,

también nosotros, cuando sea necesario,

defenderemos la paz.

- Datos: Q133198
- Multimedia: National anthem of Norway / Q133198